# Viðarlundin við Tvøroyrar kirkju

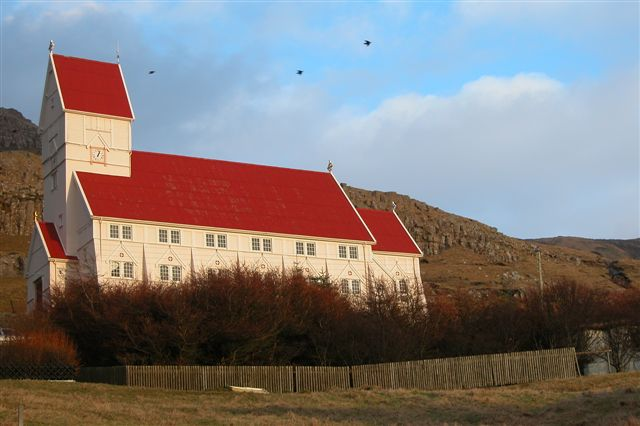
Blick zum Park und zur Kirche

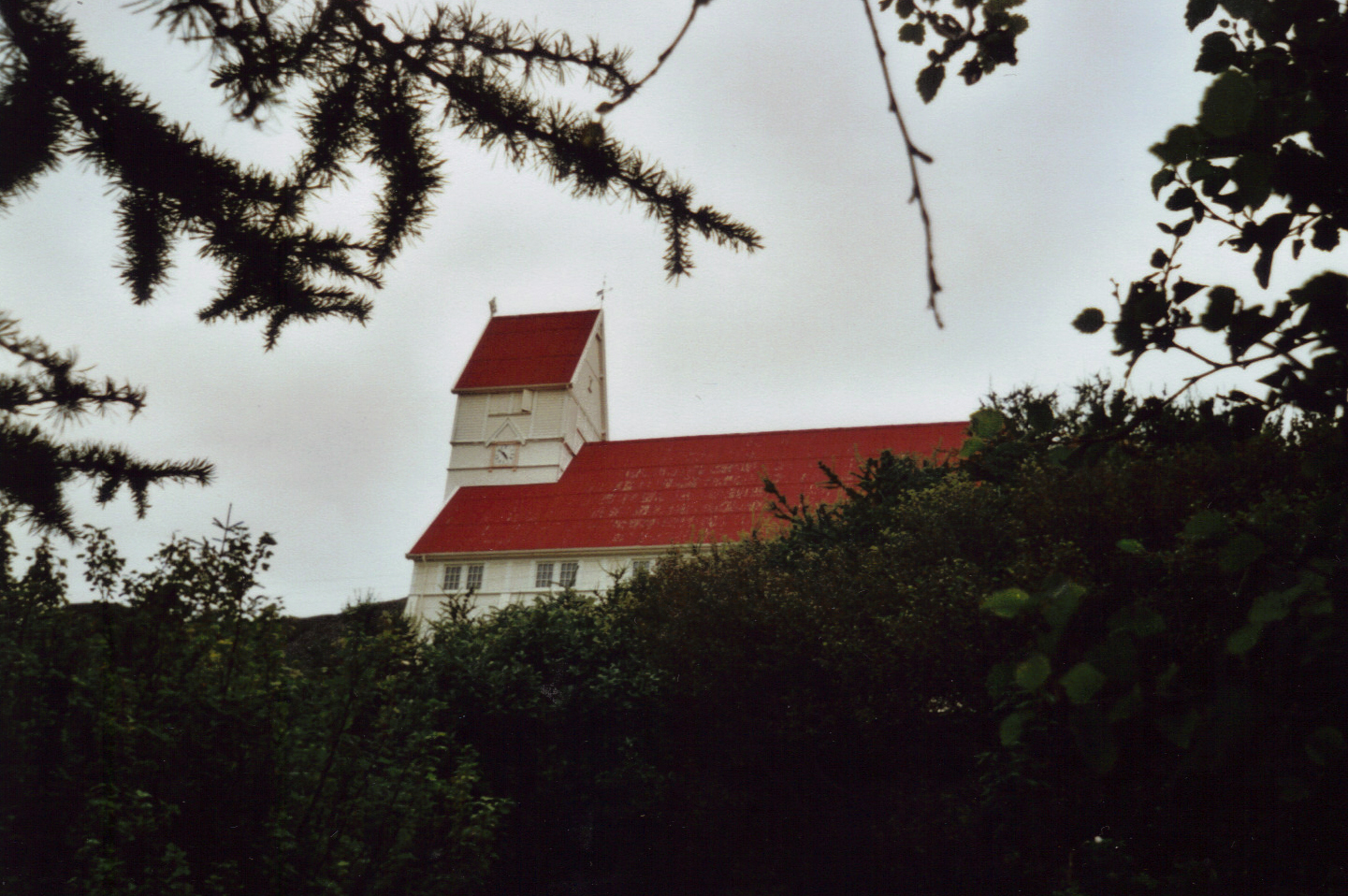
Blick vom Park zur Kirche

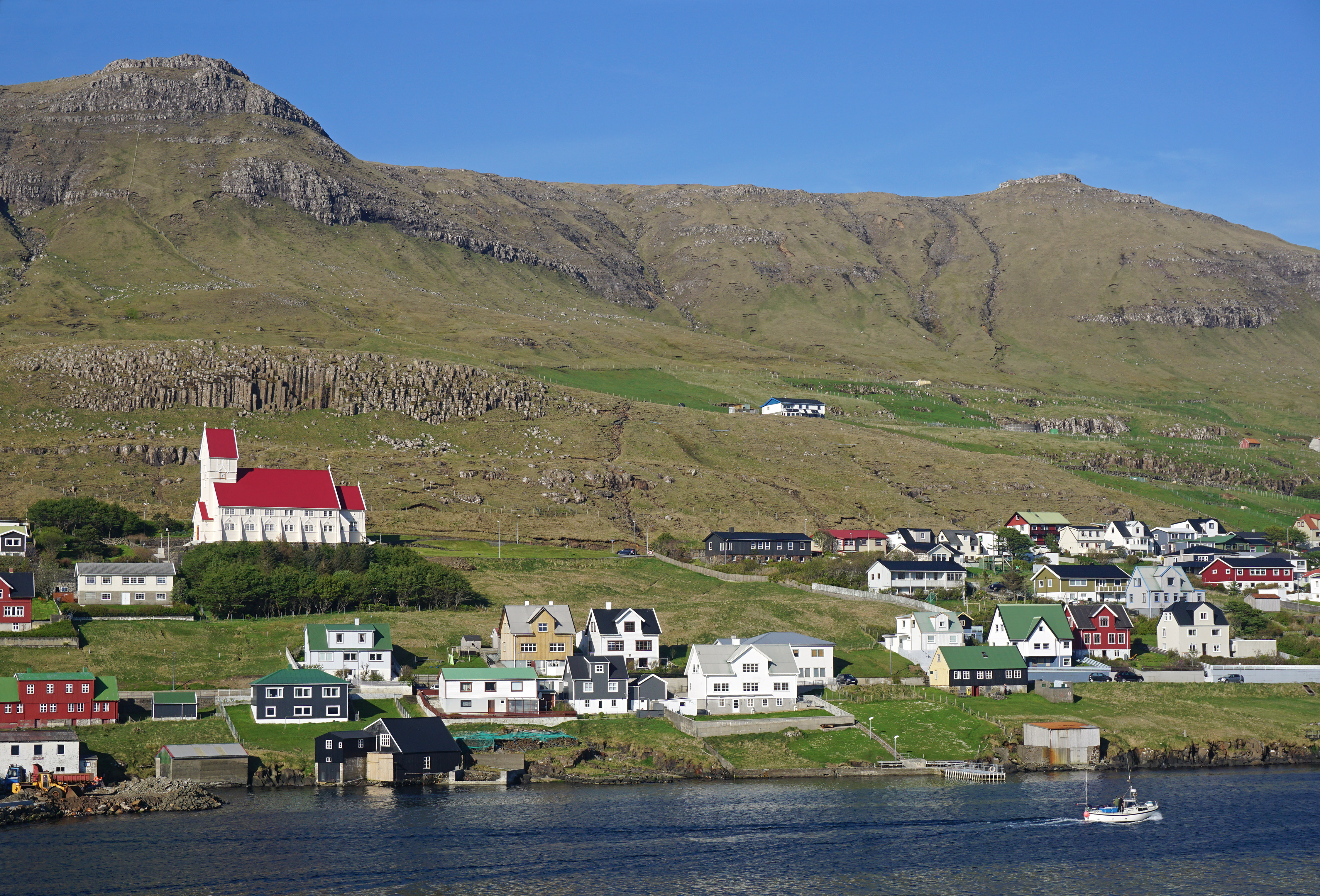
Gesamtansicht der Stadt.

Viðarlundin við Tvøroyrar kirkju ist ein Park in der Stadt Tvøroyri auf der färöischen Insel Suðuroy. Er besteht hauptsächlich aus Fichten, Eschen, Ahorn, Erlen und Birken und befindet sich im Stadtzentrum gegenüber der Kirche. Das färöische Wort viðarlund bedeutet wörtlich „Gehölz“ und bezeichnet eine Parkanlage oder einen Wald auf den Färöern, von deren Fläche nur 0,06 % bewaldet sind.
Der Kirchenrat von Tvøroyri wandte sich 1968 an die Forstbehörde (Skógfriðingarnevndin) der Färöer mit der Bitte, im Ortskern gegenüber der Kirche einen Park anzulegen. Diesem Wunsch wurde allerdings erst am 19. September 1972 entsprochen, so dass mit der Bepflanzung begonnen werden konnte.
Der Park Viðarlundin við Tvøroyrar kirkju ist im Besitz der Kirchengemeinde Tvøroyri und bedeckt insgesamt eine Fläche von 3.800 m². Das Grundstück Flur 513, auf dem er angelegt wurde, gehört zur Gemeinde Froðba, die im Osten direkt an die Stadt Tvøroyri grenzt. Der Viðarlundin við Tvøroyrar kirkju ist demnach einer der kleinsten Wälder bzw. Parks nicht nur der Insel Suðuroy, sondern auch der Färöer insgesamt.
Die Färöer sind mit ihrem feuchten kühlen Klima für das Gedeihen von Bäumen denkbar ungeeignet, denn die Bodenkrume ist relativ dünn und bietet Baumwurzeln wenig Halt. Nicht selten weht starker Wind, der Bäume entwurzeln kann, und es kommt vor, dass die Bäume in einem milden Januar oder Februar ausschlagen und im Frühjahr durch plötzlich einbrechenden Frost überrascht werden.
Der auf leicht abschüssigem Gelände angelegte Viðarlundin við Tvøroyrar kirkju ist eine besondere Sehenswürdigkeit der Stadt Tvøroyri, da sich hier zeigt, dass auf den Färöern durchaus ein Wald bzw. eine Parkanlage existieren kann. Wie alle Wälder bzw. Parkanlagen der Färöer außerhalb der Hauptstadt Tórshavn ist auch der Viðarlundin við Tvøroyrar kirkju eingezäunt, um die Bäume vor Nahrung suchenden Schafen zu schützen.